# NHK積丹テレビ中継局
NHK積丹テレビ中継局（エヌエイチケイしゃこたんテレビちゅうけいきょく）は、北海道積丹郡積丹町入舸町にあるNHK札幌放送局のテレビ中継局であり、通称「積丹中継局」である。

## 概要
- 積丹中継局は、積丹郡積丹町入舸町の積丹岬にあり、積丹町内などへ電波を発射している。
- なお、積丹中継局はNHK札幌放送局のみ中継局を置き、民放は周辺地域の中継局などを受信している。

## 中継局概要

### アナログテレビ中継局

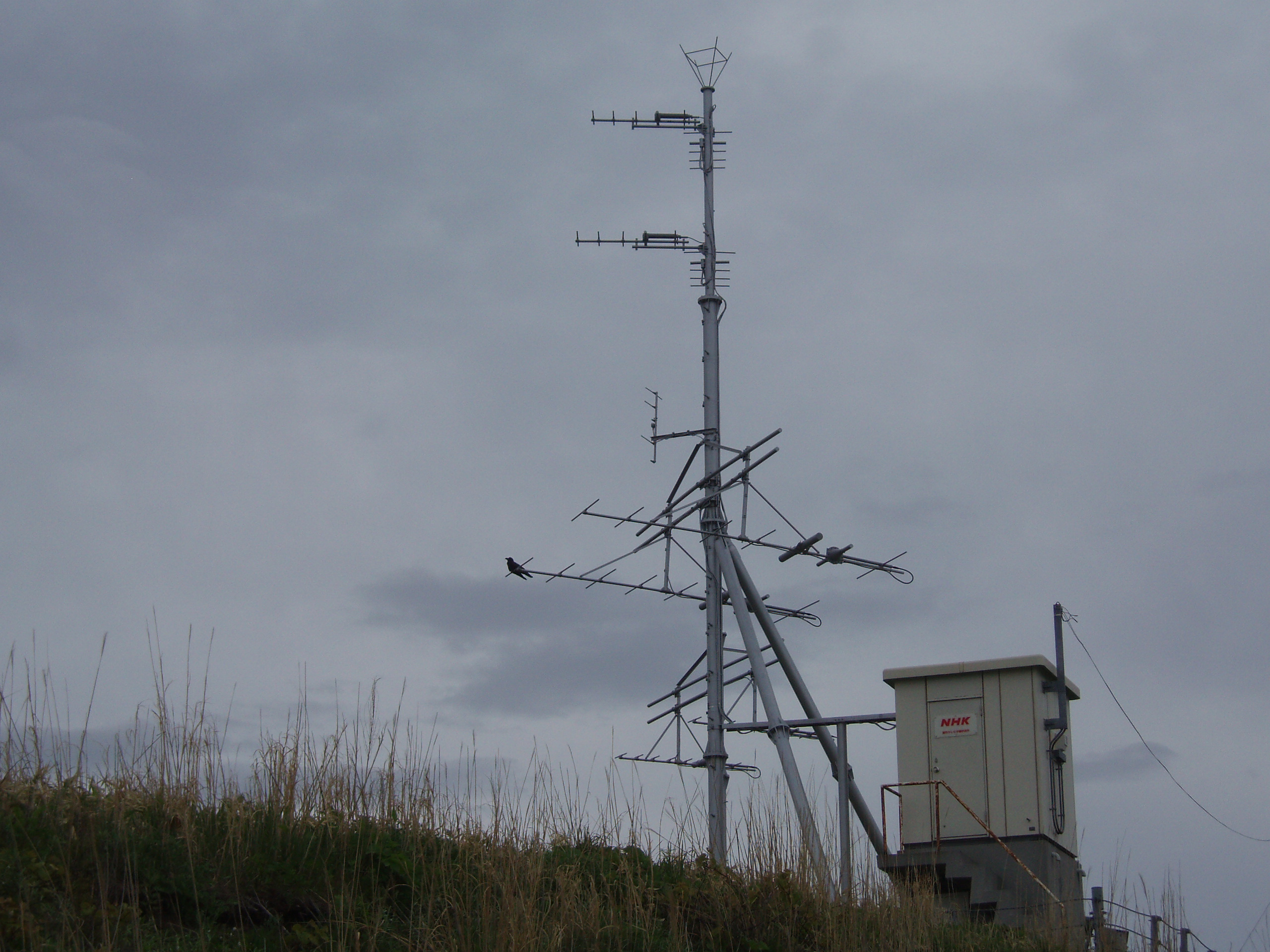
NHK札幌放送局の送信設備

| チャンネル | 放送局名          | 空中線 電力       | ERP                 | 放送対象地域                                    | 放送区域 内世帯数 | 偏波面   |
| ---------- | ----------------- | ----------------- | ------------------- | ----------------------------------------------- | ----------------- | -------- |
| 7          | NHK<be />札幌教育 | 映像3W/ 音声750mW | 映像14.5W/ 音声3.7W | 全国                                            | 不明              | 水平偏波 |
| 9          | NHK 札幌総合      | 映像3W/ 音声750mW | 映像14.5W/ 音声3.6W | 石狩・空知（滝川市以南）・ 後志（黒松内町以外） | 不明              | 水平偏波 |

### デジタルテレビ中継局
- デジタル中継局については、札幌送信所でカバーできるため、2011年（平成23年）7月24日の停波をもって運用が終わる。